# Agent Orange (koktejl)
Agent Orange je drink složený pouze ze dvou ingrediencí – vodky a mrkvového džusu.

## Historie
Agent Orange byl poprvé namíchán v roce 2007 na soutěži, která se konala v San Mateu ve státě Kalifornie. Vyhrál cenu za nejlepší nový koktejl.

## Jméno
Název Agent Orange je kódové označení herbicidů používaných během vietnamské války americkou armádou k ničení porostu. Koktejl dostal své jméno podle oranžové barvy.

## Příprava
Do sklenice s ledem nalijeme 5 cl vodky a 15 cl mrkvového džusu.